# Gestreepte marlijn
De gestreepte marlijn (Tetrapturus audax) is een straalvinnige vis uit de familie van zeilvissen (Istiophoridae) en behoort derhalve tot de orde van baarsachtigen (Perciformes). De vis kan een lengte bereiken van 420 cm. 

## Leefomgeving
De gestreepte marlijn is een zoutwatervis. De vis prefereert een subtropisch klimaat en heeft zich verspreid over de Grote en Indische Oceaan. De diepteverspreiding is 0 tot 100 m onder het wateroppervlak. 

## Relatie tot de mens
De gestreepte marlijn is voor de visserij van aanzienlijk commercieel belang. In de hengelsport wordt er weinig op de vis gejaagd. 
Voor de mens is de gestreepte marlijn ongevaarlijk.